# Luigi Bagnolati
Luigi Bagnolati (Bondeno, 28 settembre 1892 – Bologna, 12 febbraio 1976) è stato un politico italiano.

## Biografia
Dopo la licenza di quinta elementare nel 1903, frequenta la sesta classe, ma abbandona poi gli studi perché, figlio primogenito di braccianti, deve lavorare per aiutare la famiglia. 
A 15 anni diventa capo di una lega di circa 200 donne braccianti. Si iscrive al Partito Socialista Italiano e ne diventa un assiduo attivista.
Allo scoppio della grande guerra parte per il fronte: viene fatto prigioniero e spedito in Austria, da dove ritornerà a casa nell'agosto del 1919. Torna a militare nel partito socialista. Nello stesso periodo Benito Mussolini fonda il Partito Fascista e si sviluppa nella pianura Padana il fenomeno dello squadrismo. Bagnolati partecipa attivamente al dibattito all'interno del Partito Socialista sulle risposte da dare alle aggressioni degli squadristi: se rispondere con la forza o non fare nulla. Al congresso del partito di Livorno nel 1921 aderisce all'ala comunista che forma il Partito Comunista Italiano e ne diviene il primo segretario della sezione di Bondeno.
È costretto a nascondersi e a dormire nei fienili e nei campi e subisce aggressioni degli squadristi Nel 1924 partecipa al terzo congresso del partito comunista italiano a Lione e diviene membro del comitato centrale. Nel 1927 viene arrestato a Milano e condannato a 15 anni dal tribunale speciale. Esce di prigione nel 1935 grazie ai condoni di pena per essere sottoposto a 3 anni di sorveglianza speciale, ma lascia l'Italia nel 1937 con la moglie e il figlio su suggerimento della sede del partito a Parigi e nella città francese ricopre vari incarichi di partito. Allo scoppio della seconda guerra mondiale, la sede di Parigi viene chiusa e Bagnolati ripara con la famiglia prima in Normandia e poi verso la Francia meridionale. In seguito all'invasione tedesca è costretto a fermarsi nella località di Chapelle-Saint-Aubin a 5,6 km da Le Mans (Sarthe), dove è oggetto di continui controlli da parte della Gestapo.
Dopo la fine della guerra rientrò in Italia nel dicembre del 1945 e riprese la sua attività nel Partito Comunista Italiano ed è responsabile della distribuzione dei panni UNNRA (Amministrazione delle Nazioni Unite per l'assistenza e la riabilitazione) e presidente di una cooperativa di consumo di Ferrara. In seguito ricopre la carica di segretario della Confederterra e promuove oltre mille cause contro gli agrari della provincia di Ferrara. Per conto del partito scrive Origini della federazione comunista ferrarese. Memorie e documenti e per conto del sindacato Raccolta di documenti contrattuali e diversi di origine fascista della provincia di Ferrara dal 1922 al 1945, Cronaca dell'attività della Chiesa e dei cattolici nella provincia di Ferrara dal 1895 al 1927, in quattro volumi, e Cronaca dal 1897 al 1924 delle lotte politiche e sindacali dei lavoratori della provincia di Ferrara, in cinque volumi.
Muore a Bologna il 12 febbraio del 1976 e viene sepolto nel cimitero di Quacchio (provincia di Ferrara).